# Campeonato Regional de Leiria
O Campeonato Regional de Leiria foi uma competição de futebol portuguesa organizada pela Associação de Futebol de Leiria. Era a competição que elegia oficialmente o campeão de futebol do Distrito de Leiria, a primeira edição foi na época de 1928–29 e a última na época de 1946–47. O maior vencedor é a SCU Torreense com 7 títulos.

## Vencedores

### Por época
| Época   | Vencedor            |
| ------- | ------------------- |
| 1946–47 | Ginásio de Alcobáca |
| 1945–46 | SCU Torreense       |
| 1944–45 | SCU Torreense       |
| 1943–44 | SCU Torreense       |
| 1942–43 | AC Marinhense       |
| 1941–42 | SCU Torreense       |
| 1940–41 | SCU Torreense       |
| 1939–40 | SCU Torreense       |
| 1938–39 | SCU Torreense       |
| 1937–38 | AC Marinhense       |
| 1936–37 | AC Marinhense       |
| 1935–36 | SC Caldas           |
| 1934–35 | AC Marinhense       |
| 1933–34 | Caldas SC           |
| 1932–33 | Caldas SC           |
| 1931–32 | AC Marinhense       |
| 1930–31 | Caldas SC           |
| 1929–30 | AC Marinhense       |
| 1928–29 | SCE Bombarralense   |

### Por clube
| Clube               | Venceu | Época(s)                                                       |
| ------------------- | ------ | -------------------------------------------------------------- |
| SCU Torreense       | 7      | 1938–39, 1939–40, 1940–41, 1941–42, 1943–44, 1944–45 e 1945–46 |
| AC Marinhense       | 6      | 1929–30, 1931–32, 1934–35, 1936–37, 1937–38 e 1942–43          |
| Caldas SC           | 3      | 1930–31, 1932–33 e 1933–34                                     |
| SCE Bombarralense   | 1      | 1928–29                                                        |
| SC Caldas           | 1      | 1935–36                                                        |
| Ginásio de Alcobáca | 1      | 1946–47                                                        |

Ref.: